# Floris Venter
Floris T. Venter (1886, data de morte desconhecida) foi um ciclista sul-africano. Se especializou como velocista.
Defendeu as cores da África do Sul participando em cinco provas do ciclismo de pista nos Jogos Olímpicos de Verão de 1908, disputadas na cidade de Londres, Grã-Bretanha.